# Aicardo de Fossato
Aicardo de Fossato, (in occitano Aycart o Aicart del Fossat) (fl. 1250-1268), è stato un trovatore francese originario di Le Fossat, nell'Ariège.
Gli vengono attribuiti un sirventes e un partimen con Girard Cavalaz. 
Il sirventes riguarda la vittoria di Carlo I d'Angiò su Corradino nella Battaglia di Tagliacozzo (1268). Il partimen, "Si paradis et enfernz son aital", è un dilemma sulla natura del Paradiso e lInferno (1250 ca.) Gli interlocutori sono noti soltanto come Aicart e Girart, ma sono stati a lungo identificati con Aycart e Girard. Il partimen si conserva in un manoscritto di Bergamo, comprensivo di una razó in latino. 